# Ruja Ignatova
Ruja Ignatova (bulgariska: Ружа Пламенова Игнатова), född 30 maj 1980, försvunnen den 25 oktober 2017, är en bulgarisk-tysk jurist och marknadsförare av ett pyramidspel.
Ruja Ignatovas familj flyttade 1990, när hon var tio år gammal, från Bulgarien till Tyskland och hon växte upp i Schramberg i delstaten Baden-Württemberg. Hon är syster till Konstantin Ignatov, som tog över pyramidspelet efter hennes försvinnande.
Hon utbildade sig från 18 års ålder till jurist på Universität Konstanz  och blev där doktor i internationell privaträtt 2005. Hon arbetade på konsultfirman McKinsey & Co i Sofia i Bulgarien 2008–2009.
År 2013 var hon inblandad i bedrägeri med bitcoinbluffen Bigcoin. År 2014 grundade hon med kompanjonen Sebastian Greenwood pyramidspelet Onecoin.
Pyramidspelet Onecoin lanserades 2014 av Ruja Ignatova och Sebastian Greenwood. Ruja Ignatova har sedan 2017 efterspanats av olika länders rättsmyndigheter. År 2019 åtalades hon i sin frånvaro av amerikanska myndigheter för bedrägeri och penningtvätt och sattes i juni 2022 på FBI:s lista för de tio mest efterlysta personerna.
Hennes kompanjon Sebastian Greenwood dömdes i september 2023 i New York till 20 års fängelse för bedrägeri och penningtvätt för sin delaktighet i Onecoin.
Ruja Ignatova har varit gift med den tyske advokaten Björn Strehl. En utannonserad försäljning av Ruja Ignatovas penthouse i Kensington i London 2022 tydde på att hon fortfarande var i livet.